# Н’Зигу, Шива
Шива-Стар Н’Зигу (фр. Shiva-Star N'Zigou; 24 октября 1983, Чибанга) — габонский футболист, нападающий клуба «Серизе», выступающего в седьмой по уровню лиге Франции.

## Биография
Шива Н’Зигу родился 24 октября 1983 года в Чибанге. Как у многих других габонцев из бедных семей, у мальчика не было других развлечений, кроме как гонять сшитый из тряпок мяч по дворам Чибанги. В возрасте 9-ти лет Н’Зигу пришёл на просмотр в детскую команду клуба «Либревиль», на тот момент трёхкратного чемпиона Габона. Н’Зигу подошёл команде и тренировался там два года, по прошествии которых Н’Зигу ушёл в другую команду — «Орамбака». В «Орамбаке» Н’Зигу заметили скауты из Европы, и в 1997 году он покинул Африку, чтобы присоединиться к клубу «Анже», в школе-интернате которой Н’Зигу провёл чуть больше года.
В 1998 году игру талантливого габонца заметили в клубе «Нант», от предложения одного из тогдашних лидеров французского футбола Н’Зигу не смог отказаться и пришёл в эту команду, подписав контракт в декабре месяце. В основе Н’Зигу дебютировал через год, а в чемпионате Франции только в 2002-м году в матче с «Бордо». В «Нанте» Н’Зигу провёл 5 сезонов, но лишь предпоследний можно назвать удачным, хотя команда не блистала, заняв 6-е место, Н’Зигу был в ней игроком основного состава, проведя 20 матчей, больше, чем за все предыдущие сезоны. В сезоне 2004/05 Н’Зигу, который вообще перестал попадать в заявки на матчи, перешёл на правах аренды в клуб «Геньон», где сразу стал лидером команды, отыграв все матчи и забив 5 мячей. Вернувшись в «Нант», Н’Зигу решил не продлевать контракт и ушёл в «Реймс».
После этого карьера Н’Зигу резко пошла на спад. Некоторое время он выступал в низших бельгийских лигах и Габоне. Летом 2013 года вернулся во Францию, в «Ванде Фонтене Фут», игравший в любительском чемпионате, а через год присоединился к «Сен-Назеру».